# Berrima-Internierungslager

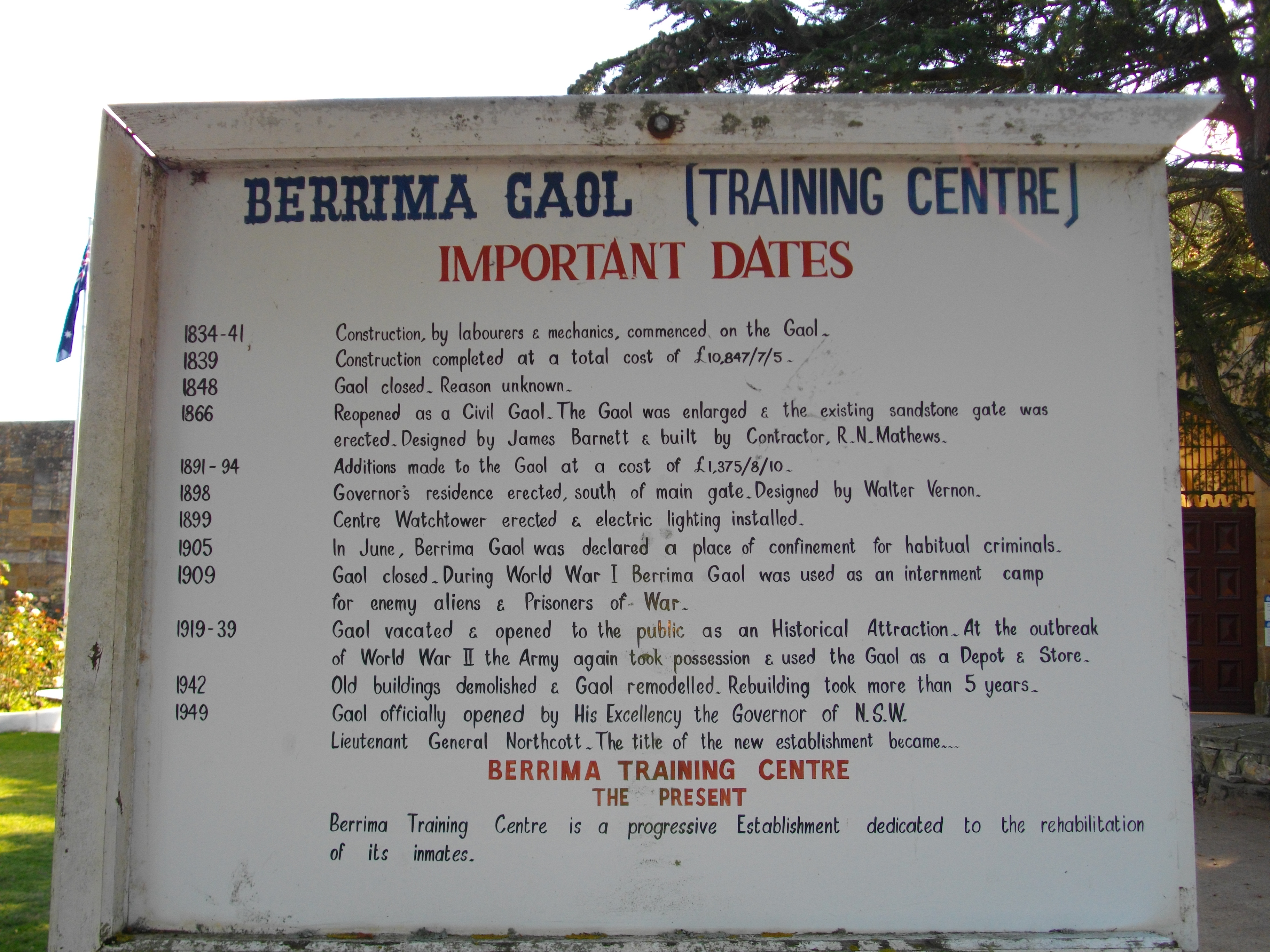
Informationstafel am Eingang des Gefängnisgebäudes

Das Berrima-Internierungslager (englisch Berrima Internment Camp) lag bei dem Dorf Berrima (Barrima bedeutet in der lokalen Aboriginesprache schwarzer Schwan), etwa 130 Kilometer südwestlich von Sydney in New South Wales, Australien. Das Lager wurde im Ersten Weltkrieg von 1915 bis 1919 betrieben. In dem Lager herrschte ein relativ liberaler Umgang mit den Kriegsgefangenen und Internierten.
Als die ersten Internierten, vor allem kriegsgefangene deutsche Marineoffiziere und Matrosen sowie Deutsche in Australien, die seit Langem dort lebten, kamen sie in ein ehemaliges Gefängnis in winzige Zellen. Sie hatten allerdings die Möglichkeit, sich tagsüber bis zu einer Entfernung von zwei Meilen vom Gefängnisbau frei zu bewegen. Diese Freiheit nutzten sie zum Aufbau einer vielfältigen Freizeitgestaltung, wie Wassersport, Bau von Freizeithütten, Anlegestellen- und Bootsbau und zur Erstellung von Brücken über den Fluss, der durch das Lager floss. Sie legten ein Schwimmbad an, führten in einem natürlichen Amphitheater Musik- und Theaterstücke auf, gründeten eine Musikband und eine Schule. Später betrieben sie erfolgreich Gartenbau auf wirtschaftlicher Basis und ein Backhaus. Diese Produkte verkauften sie. In dem benachbarten Ort Berrima waren sie gern gesehen, denn sie kauften dort ein. Verschiedene Internierte, die schon länger in Australien lebten, mieteten ihre Familie in diesem Ort ein. Das Internierungslager entwickelte sich zu einer von Australiern häufig besuchten Lokalität, die in einer Quelle als die erste Form von australischem Tourismus bezeichnet wurde. Als der Erste Weltkrieg im Juni 1918 zu Ende war, dauerte es noch sehr lange, bis das Lager aufgelöst wurde. Darüber herrschte unter den Lagerinsassen großer Unmut und so ließen ihre von ihnen erstellte Bauten entweder verfallen oder sie zündeten sie an. Nachdem die Internierten im August 1919 nach Deutschland deportiert wurden, wurde das Gefängnis geschlossen.

## Berrima Gaol

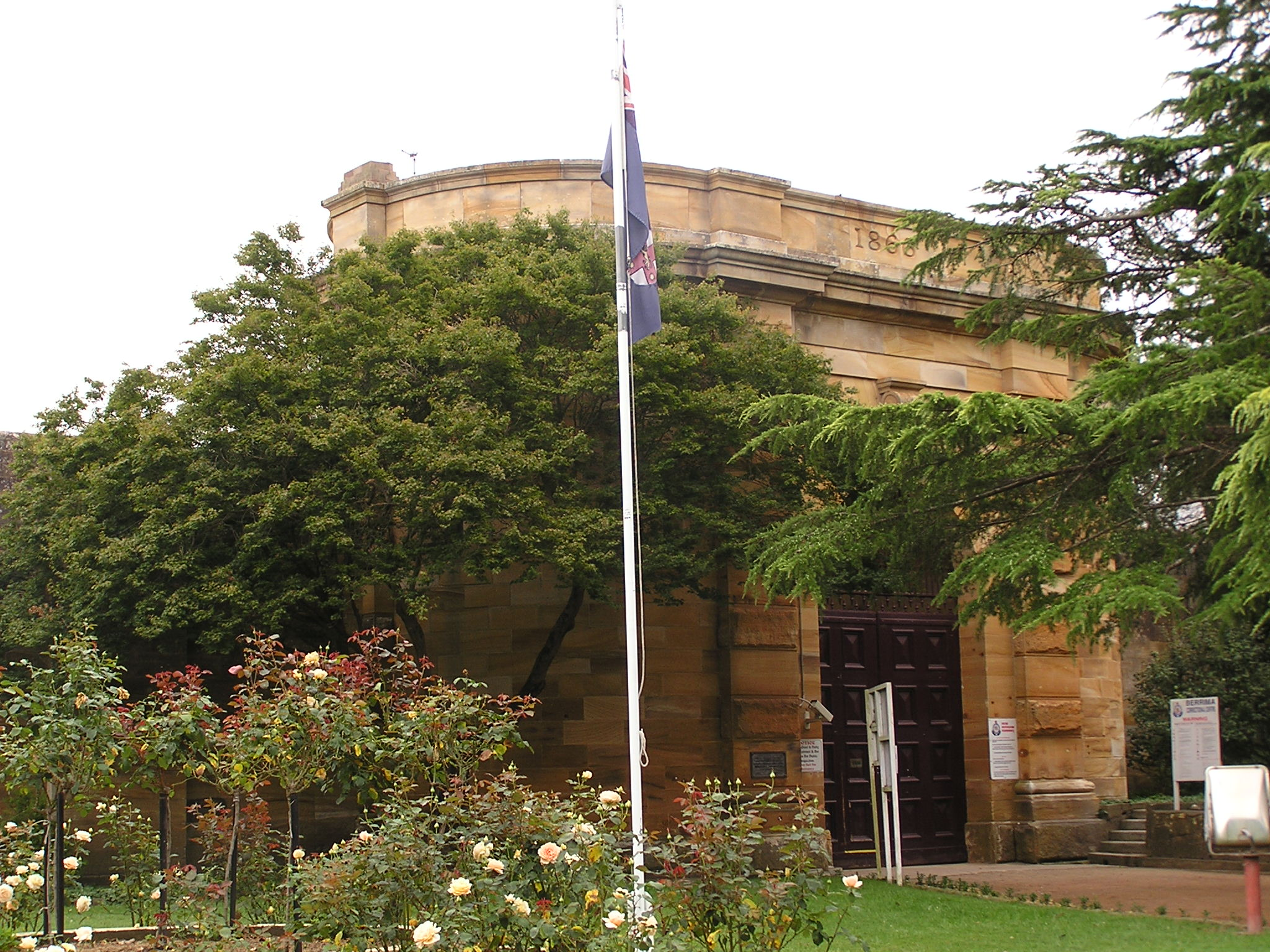
Eingangstor des Berrima Gaol

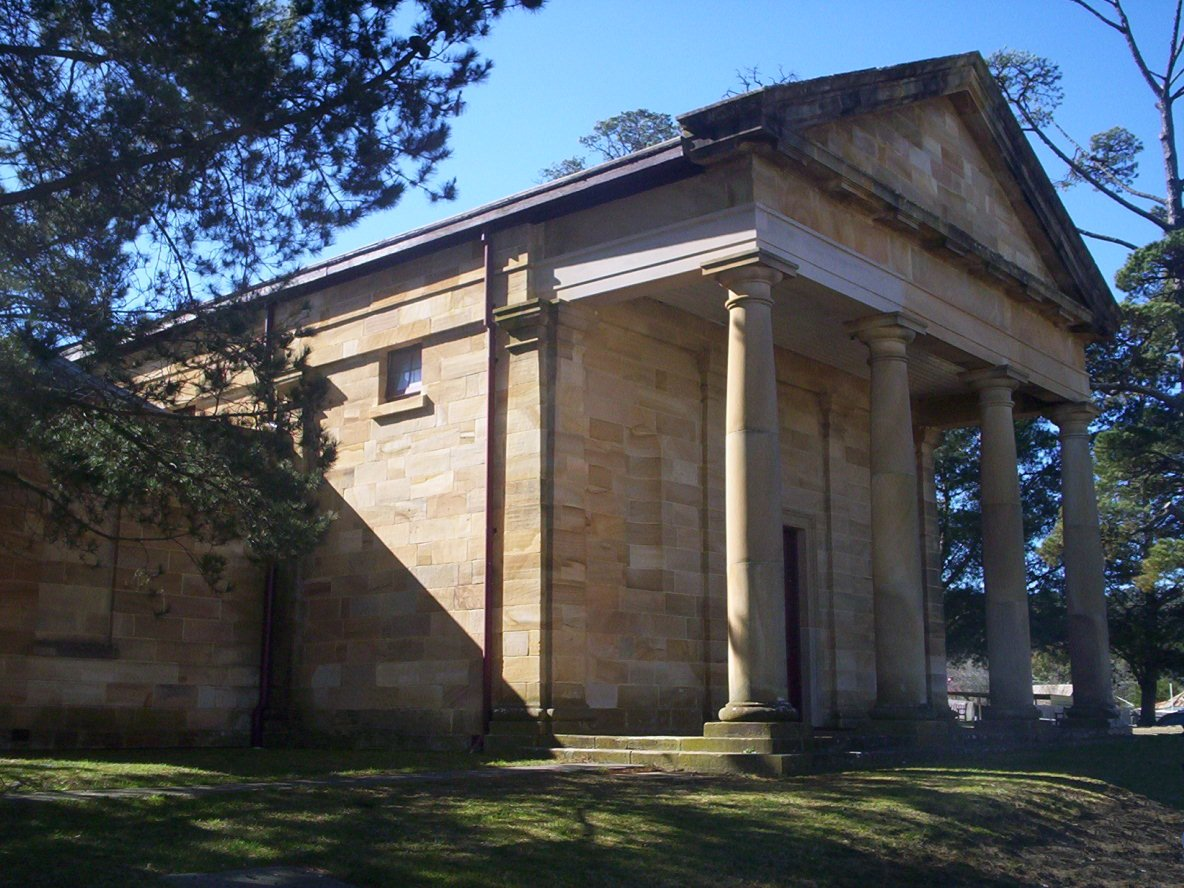
Gebäude des Gerichtshofs, das von Sträflingen erbaut worden war

Das Berrima-Gefängnis (englisch Berrima Goal) wurde von Sträflingen aus einem lokal vorkommenden Sandstein erbaut, als Australien noch eine Sträflingskolonie war. Neben dem Bau des Gefängnisses, erbauten die Sträflinge auch das Gebäude des Gerichtshofs in Berrima. Fertiggestellt war das Gefängnis im Oktober 1839. Das Berrima Gaol, das an dem Ufer des Wingecarribee River liegt, hat etwa 10 Meter hohe Außenmauern. In dem steinernen Bauwerk befinden sich neben den Zellen zwei Innenhöfe, ein Bewachungsturm, eine Kapelle, Küche, Wäscherei und Lagerräume. Die Zellen waren 2,40 × 2,40 Meter groß. In dieses historische Gefängnis waren im Jahr 1862 nur Schwerstkriminelle inhaftiert, die eine Strafe von mehr als fünf Jahren zu verbüßen hatten. Als Strafe wurden Sträflinge ausgepeitscht und im Keller gab es Dunkelzellen ohne Licht, die auch gegen Geräusche abgedichtet waren. Dieses Gefängnis schloss im Jahr 1909.

## Berrima-Internierungslager
Das Gefängnis wurde ab 1915 wieder als Berrima-Internierungslager in Betrieb genommen. Das etwa 42,7 Hektar große Lager entstand auf beiden Ufern des Wingecarribee River flussabwärts des Berrima Goal. Auf den Ufern der Nordseite des Wingecarribee River bauten die Internierten 14 Hütten und 27 auf der Südseite. Die Hütten waren zunächst nicht mehr als primitive Schutzdächer, bestanden aus natürlichen Materialien wie Holz, Rinden, Moosen, Gräsern und Lehm. Die Internierten bauten aber auch Anlagen zur Nutzung der Wasserkraft, Bootshäuser und Moorings, Stege und Brücken. Sie betrieben auch Gartenbau, veranstalteten Picknick-, Wassersportveranstaltung, organisierten Spiele und nutzten diese Möglichkeiten zur persönlichen Erholung. Je länger die Internierten im Lager einsaßen, desto besser wurden die Hütten und Anlagen befestigt.

### Insassen
Die britische Kolonialregierung hatte Erfahrungen mit der Anlage von Internierungslagern, die sie im Burenkrieg von 1899–1902 sammeln konnte. Als im Jahr 1914 der Erste Weltkrieg begann, entschloss sich die australische Bundesregierung Internierungslager in allen Bundesstaaten aufzubauen. Sie erklärte deutsch- und österreichstämmige Personen zu ’’enemy aliens’’ (deutsch: inneren Feinden). Bereits 1915 waren etwa 3000 deutsche Personen in Australien interniert. Deutschland hatte im Südpazifik mehrere Kolonien. Einige deutsche Schiffe lagen zu Beginn des Krieges in australischen Häfen. Die auf diesen Schiffen befindlichen Personen wurden interniert wie auch die Personen, die sich auf Schiffe befanden, die im Krieg von der australischen Kriegsmarine gekapert worden waren. Auch deutsch- und österreichischstämmige Personen kamen in die Lager, die bereits seit Generationen in Australien lebten. Im Berrima-Internierungslager waren vor allem deutsche Schiffsoffiziere und Marinesoldaten interniert. Von 1915 bis 1919 waren die Kriegsgefangenen der Emden wie der Chefingenieur Walter Bergien, die Schiffsingenieure Gerhardt Freund und Otto Fishere, Navigator Otto Monkeskieck und der Bootsmann Karl Müller im Lager festgesetzt.

### Allgemeine Regeln

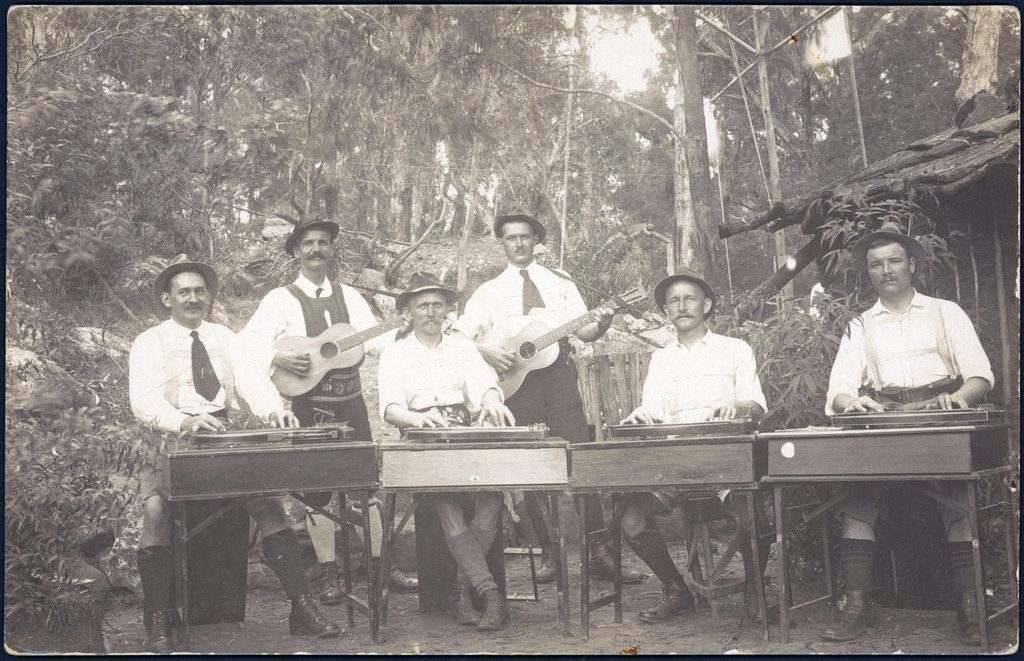
Eine Musikband im Lager, gekleidet in deutschen Trachten mit vier Zither- und zwei Gitarrenspielern (1916)

Für Kriegsgefangene galten im Ersten Weltkrieg die australischen Rules for the Custody of and Maintenance of Discipline among Prisoners of War in NSW vom August 1914, die auch auf die Internierten angewandt wurden. Geregelt war darin ein zweimaliger Anwesenheitsappell am Tag, Aufstehen, Schlafen und Verpflegung. Ebenso war die Wahl eines Lagerkomitees möglich, die für die general welfare (deutsch: Allgemeinwohl) der Internierten zuständig und dem Lagerkommandanten gegenüber reportpflichtig war. Das Lagerkomitee konnte in Eigenverantwortung auch Untergliederungen für Erholung, Theater, Musik, Küchenangelegenheiten, Bildung und weitere Aspekte bilden.

### Lagerleben

#### Im Lager

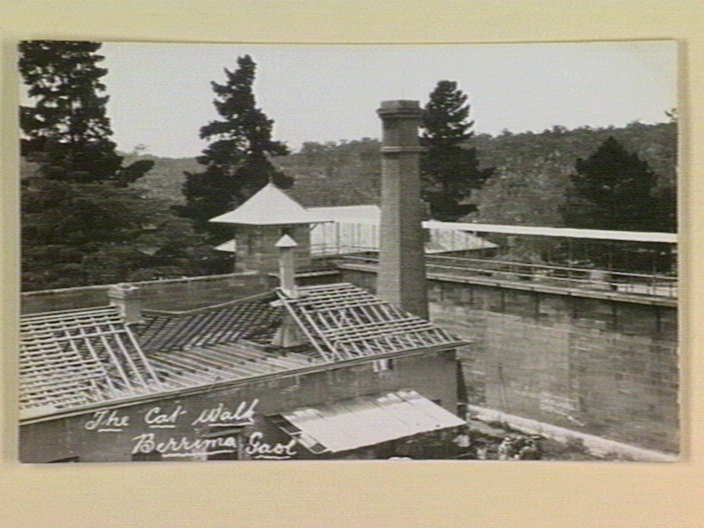
Einer der beiden Innenhöfe des Gefängnisgebäudes

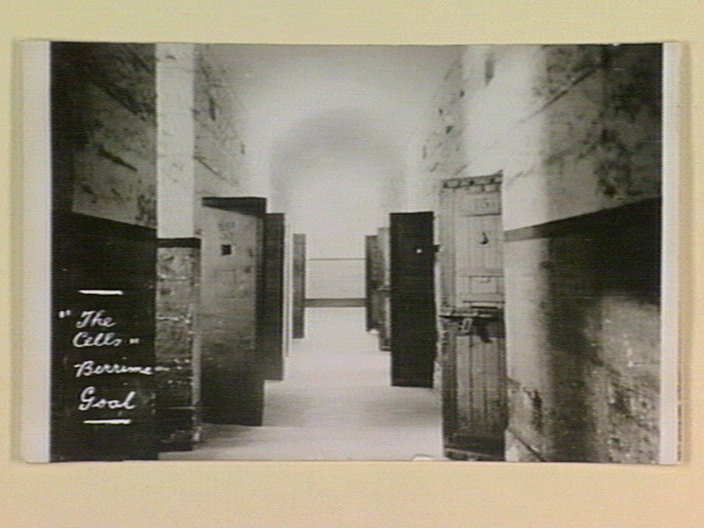
Der Zellenflur im Gefängnisgebäude

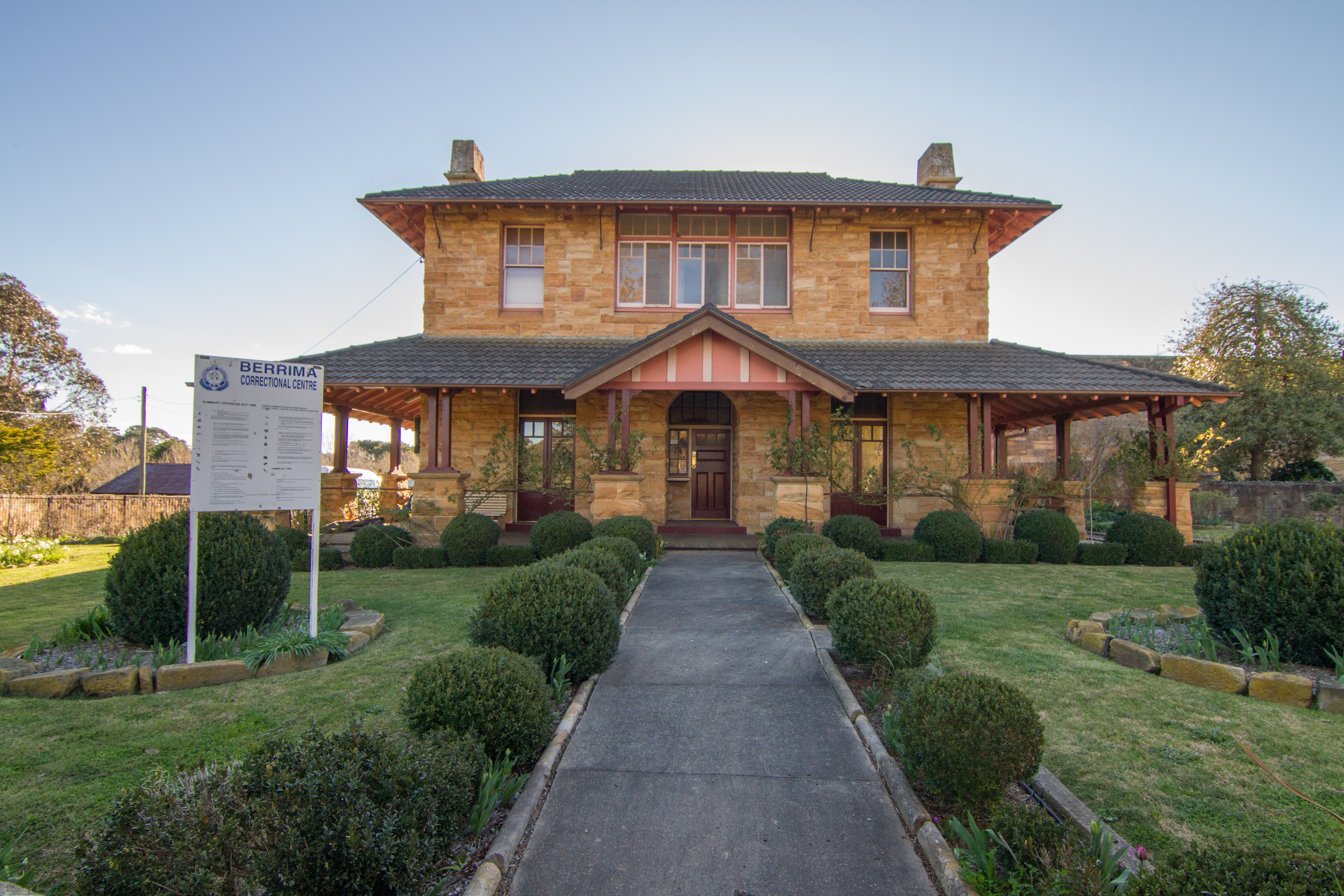
Das Gebäude, das die Wachmannschaft im Jahr 1916 bezog (2014)

Die erste Gruppe von 89 deutschen Internierten kamen in Berrima im Mai 1915 an. Gegen Ende des Jahres waren es bereits 200. Als die ersten Internierten ankamen, fanden sie das Gefängnisgebäude für ihre Unterbringung wenig vorbereitet vor. Vorsorge war dafür getroffen worden, dass der Müll entsorgt und das Gebäude gesichert werden konnte. Das Militär, das für das Lager verantwortlich war, hatte eine Beobachtungsplattform und eine kleine Hütte als Verwaltungsbüro geschaffen. Im Jahr 1916 bezog die Wachmannschaft, die aus 25 Soldaten bestand, ein neues Gebäude außerhalb des Lagers. In den Zellen selbst war kein Mobiliar vorhanden. Es gab je Person lediglich zwei Decken und Essensbesteck. Verpflegung wurde gestellt. Ihr Essen mussten die Lagerinsassen selbst zubereiten oder kochen. Das Lagerleben war relativ frei, bis auf den Weckruf frühmorgens um 05:00 Uhr und einen Appell ab 17:00 Uhr. Zwischen diesen Zeiten konnten sich die Internierten im Umkreis von zwei Meilen um das Gefängnis frei bewegen.
Der Winecarribee River spielte im Lagerleben eine große Rolle. Die Internierten rodeten das Gebüsch und die Pflanzen an den Ufern und bauten Hütten, legten Boots- und Schwimmstege an. Sie bildeten eine Brücke über den Fluss, die sie Hansa-Brücke nach einer deutschen Schifffahrtslinie benannten. Diese eröffneten sie im Juli 1915 feierlich. Eine weitere Brücke entstand am Staudamm des von ihnen sogenannten Titicacasees. Hütten, die zunächst ufernah lagen, wurden später an Aussichtspunkten erstellt, und wie Dörfer gruppiert. Die jeweiligen Hütten nutzten stets mehrere bestimmte Personen gemeinschaftlich. Es gab aber auch allgemein zugängliche Hütten, die Namen hatten, wie Sorgenfrei. Diese Hütte Sorgenfrei lag am Schwimmbad. Eine weitere Hütte erhielt den Namen Lloydhalle 2, die vor allem junge Lagerinsassen nutzten. Die Insassen bauten ferner Boote, die sie in den Fluss setzten. Eines davon nannten sie Störtebecker.
Zur Belebung des kulturellen Lebens gab es Theater- und Musikaufführungen. In ein natürliches Landschaftsgebilde am Flussufer, das die Form eines Amphitheaters hatte, wurde eine Aufführungsplattform hineingebaut, in der die Aufführungen stattfanden. Seit 1916 bot ein Backhaus in der Nähe des Amphitheaters 1918 Backwaren zum Kauf an.
Der Gemüseanbau, den die Internierten im Jahr 1917 begannen, war wirtschaftlich organisiert und entwickelte sich erfolgreich. Das Gemüse wurde nicht nur an die Küchen im Lager verkauft, sondern auch an die Dorfbevölkerung. Später mieteten die Gemüsebauer zusätzliches Land an, um weitere Früchte anzubauen.
Die kriegsführenden Deutschen, die allgemein als Hunnen im britischen Sprachraum während des Krieges bezeichnet wurden, lockten auch Besucher aus der Umgebung an. Diese richteten verschiedentlich Schäden auf dem Lagergelände an, zertrampelten die Gärten und Wege. Daraufhin wurde ein Gebiet gegen Vandalismus mit einem Drahtzaun gegen unerwünschte Besuche umgeben den Patrouillen sicherten.

#### In Berrima
Die Dorfbevölkerung von Berrima verdoppelte sich innerhalb kurzer Zeit, nachdem das Lager errichtet worden war, weil es stark wirtschaftlich prosperierte. Das Dorf spielte für das Lager eine große Rolle. Die Internierten kauften dort Lebensmittel wie Brot und Fleisch und andere Produkte ein. Die Beziehungen zwischen den Internierten und der Dorfbevölkerung waren unproblematisch, denn die meisten Internierten sprachen Englisch aufgrund ihrer beruflichen Tätigkeit auf Schiffen.
Berrima spielte auch eine bedeutende Rolle für das Familienleben der Lagerinsassen, denn manche ihrer Familien mieteten sich in Häuser im Ort ein. Die Internierten unterstützten auch die Dorfbevölkerung. Sie bauten beispielsweise ein Schulgebäude, das auf einem Foto mit Lehrern und Schülern als Tochterschule Berrima 1917 abgebildet ist.

#### Schließung des Lagers
Obwohl der Erste Weltkrieg im Juni 1918 endete, dauerte es noch lange, bis die Internierten deportiert wurden. Über diesen Sachverhalt waren die Insassen verärgert. Als auch noch bekannt wurde, dass das Monument am Holsworthy-Internierungslager für die verstorbenen deutschen Internierten zerstört worden war, wuchs die Unzufriedenheit weiter. Niemand kümmerte sich mehr um die Gärten und die erstellten baulichen Anlagen. Sie zerfielen oder die Internierten brannten sie aus Unzufriedenheit mit ihrer Situation ab. Am 12. August 1919 wurden die Lagerinsassen nach Sydney abtransportiert und dort auf der Ypiranga eingeschifft. Dieses Schiff legte in Rotterdam an und die Passagieren gelangten zurück nach Deutschland.